# Isis (planetoïde)
(42) Isis is een planetoïde in de planetoïdengordel tussen de banen van de planeten Mars en Jupiter. Isis draait in 3,82 jaar om de zon, in een ellipsvormige baan die ongeveer 8,5° helt ten opzichte van de ecliptica. De afstand tot de zon varieert tijdens een omloop tussen de 1,898 en 2,986 astronomische eenheden.

## Ontdekking en naamgeving
Isis werd op 23 mei 1856 ontdekt door de Engelse astronoom Norman Robert Pogson in Oxford. Het was Pogsons eerste ontdekking van in totaal acht nieuwe planetoïdes. Een jaar later zou hij planetoïde (43) Ariadne ontdekken.
De naam Isis werd bedacht door Manuel John Johnson, de directeur van het Radcliffe Observatory in Oxford. De planetoïde is genoemd naar de Egyptische godin Isis, maar Isis was ook de tweede naam van Pogsons dochter. Daarnaast is The Isis de naam van het deel van de Theems dat door Oxford stroomt.

## Eigenschappen
Isis wordt door spectraalanalyse ingedeeld bij de S-type planetoïden. S-type planetoïden hebben een relatief hoog albedo (en daarom een helder oppervlak) en bestaan grotendeels uit ijzer- en magnesiumhoudende silicaten en metalen. De rotatieperiode van Isis is 13,59 uur.